# Ptakopyskové
Ptakopyskové (Platypoda) jsou někdy považování za řád, který společně s řádem ježur nahrazují původní řád ptakořitných, v jiných systémech jsou podřádem ptakořitných. Ptakopyskové zahrnují tři rody s jediným žijícím druhem, ptakopyskem podivným.
| Podřád                   | Čeleď                              | Rod             | 'Druh         |           |
| ------------------------ | ---------------------------------- | --------------- | ------------- | --------- |
| Ptakopyskové (Platypoda) | Kollikodontidae                    | Kollikodon      | ritchiei      | (†)       |
| Ptakopyskové (Platypoda) | Ptakopyskovití (Ornithorhynchidae) | Monotrematum    | sudamericanum | (†)¹      |
| Ptakopyskové (Platypoda) | Ptakopyskovití (Ornithorhynchidae) | Obdurodon       | dicksoni      | (†)       |
| Ptakopyskové (Platypoda) | Ptakopyskovití (Ornithorhynchidae) | Obdurodon       | insignis      | (†)       |
| Ptakopyskové (Platypoda) | Ptakopyskovití (Ornithorhynchidae) | Ornithorhynchus | anatinus      | ptakopysk |
| Ptakopyskové (Platypoda) | Ptakopyskovití (Ornithorhynchidae) | Ornithorhynchus | maximus       | (†)       |
| Ptakopyskové (Platypoda) | Steropodontidae                    | Steropodon      | galmani       | (†)       |
| Ptakopyskové (Platypoda) | Steropodontidae                    | Teinolophos     | trusleri      | (†)       |

Poznámka: Monotrematum sudamericanum je často v současnosti řazen do rodu Obdurodon.